# La Mina, Purísima del Rincón
La Mina är en ort i Mexiko.   Den ligger i kommunen Purísima del Rincón och delstaten Guanajuato, i den centrala delen av landet, 300 km nordväst om huvudstaden Mexico City. La Mina ligger 1 799 meter över havet och antalet invånare är 151.
Terrängen runt La Mina är varierad, och sluttar österut. Runt La Mina är det ganska tätbefolkat, med 230 invånare per kvadratkilometer. Närmaste större samhälle är San Francisco del Rincón, 5,7 km nordost om La Mina. Trakten runt La Mina består till största delen av jordbruksmark.